# Движение помощи женщинам в Новом Южном Уэльсе
Движение помощи женщинам в Новом Южном Уэльсе (англ. NSW Women's Refuge Movement) — движение, помогающее женщинам и детям, спасающимся от домашнего насилия.

## История
Первым женским убежищем в Австралии было убежище Элси, которое было основано во внутреннем пригороде Сиднея Глебе в 1974 году группой феминистских активисток женского освобождения, в том числе Бесси Гатри, Крис Мелмут, Дженнифер Дакерс, Маргарет Пауэр, Кэрол Бейкер, Диана Битон и Энн Саммерс. После нескольких месяцев безуспешных попыток обращения к государственным и частным застройщикам с целью обеспечения безопасности помещения женщины незаконно поселились в двух пустующих домах в Глебе.
Этот проект положил начало Движение помощи женщинам в Новом Южном Уэльсе, которое откликнулось на потребности женщин и детей, спасающихся от домашнего насилия, предоставив доступ к специализированным службам размещения и поддержки, действующим в рамках феминистской системы. Проект последовал примеру Великобритании, где в 1971 году в Чизуике, Западный Лондон, был создан первый приют для женщин и детей, спасающихся от домашнего насилия, который с тех пор превратился в крупнейшую организацию по борьбе с домашним насилием в Великобритании и теперь известен как Убежище. На протяжении 1970-х годов в Новом Южном Уэльсе были открыты другие приюты, в том числе приют для женщин Бонни в 1975 году, приют для женщин в Марриквилле в 1976 году (также известный как Кризисная служба для женщин-аборигенов и детей), Jenny's Place в 1977 году, приют для женщин Армидейл в 1978 году, Служба Луиза для женщин и детей и Carrie's Place в 1979 году.
К середине 1975 года добровольцами по всей стране были созданы одиннадцать приютов для женщин, первоначально без государственного финансирования. Первоначально движение курировало создание местных убежищ для женщин и детей, спасающихся от домашнего насилия, через организацию преданных делу волонтёров, но в конечном итоге с 1975 года правительство Уитлэма предоставило государственное финансирование. Первая общенациональная конференция женских приютов состоялась в 1978 году. В 1981 году правительство Фрейзера переложило ответственность за дальнейшее финансирование убежищ на штаты. Затем, в 1984 году, федеральное правительство представило Программу поддержки проживания (англ. Supported Accommodation Assistance Program, SAAP), в которой говорилось, что штаты будут поставлять здания, а федеральное правительство покрывать текущие расходы. В том же году Рабочая группа по приютам женщин Нового Южного Уэльса получила финансирование.
В 1987 году был создан Ресурсный центр для женских приютов Нового Южного Уэльса (англ. NSW Women's Refuge Resource Centre, WRRC) для распространения информации и ресурсов, и к концу 1990-х годов он выпустил комплект юридической помощи, руководство по доступу и равенству, журнал о домашнем насилии для национального распространения и конференцию штата, уделяя особое внимание проблемам женщин-аборигенов. Движение помощи женщинам в Новом Южном Уэльсе предоставляло услуги женщинам с различными потребностями, включая женщин из числа коренного населения, женщин с ограниченными возможностями и пожилых женщин, а также предоставляло специализированные детские программы. Движение помощи женщинам в Новом Южном Уэльсе также сыграло ключевую роль в повышении осведомлённости о домашнем насилии и его социальных и финансовых последствиях для отдельных лиц и общества.
Тем не менее, покрытие административных расходов Движения помощи женщинам в Новом Южном Уэльсе по-прежнему было проблемой, и Движение было фактически ликвидировано в результате реформ правительства Нового Южного Уэльса «Идти домой, оставаться дома» в 2014 году под надзором министра по делам семьи и общественных служб и министра Нового Южного Уэльса по социальному жилью, Прю Говард. Существующие услуги были выставлены на тендер, и был внесён ряд изменений, которые подорвали способность сектора предоставлять специализированные услуги женщинам и детям, спасающимся от домашнего насилия. Это, по-видимому, отражает глобальную тенденцию к сокращению ресурсов и финансирования приютов для женщин, несмотря на растущий спрос.
Большинство приютов больше не использовались как специализированные службы для исключительного использования женщинами и детьми, спасающимися от домашнего насилия, а вместо этого были приспособлены для размещения ряда бездомных клиентов, в том числе страдающих от психических нарушений и злоупотребления психоактивными веществами и часто включая мужчин. Это привело к тому, что жильё стало менее подходящим для женщин и детей, спасающихся от домашнего насилия. Стандартные услуги по уходу за бездомностью, предоставляемые в рамках реформ «Идти домой, оставаться дома», также чаще укомплектовывались работниками, не имеющими необходимых специальных знаний и подготовки по вопросам домашнего насилия. Пострадали и программы для детей и женщин-аборигенов.
В результате конкурса многие приюты для женщин были переданы в ведение более крупных агентств, часто религиозных благотворительных организаций. Это привело к деконструкции феминистских рамок, лежащих в основе Движения помощи женщинам Нового Южного Уэльса, заменённой в значительной степени несовместимой повесткой дня, установленной организациями, активно занимающимися продвижением мужского лидерства, неприкосновенностью брака и ограничениями репродуктивных прав женщин. Финансирование программ для правонарушителей, безопасность дома и консультирование пар в последние годы стали приоритетными по сравнению с содержанием женских убежищ и специализированных служб поддержки женщин. Это привело к призыву женских групп к Национальной программе финансирования борьбы с насилием в семье для обеспечения адекватного финансирования специализированных женских убежищ и услуг, а не включения их в общие программы по борьбе с бездомностью.